# Корено-Аузоніо
Корено-Аузоніо (італ. Coreno Ausonio) — муніципалітет в Італії, у регіоні Лаціо,  провінція Фрозіноне.
Корено-Аузоніо розташоване на відстані близько 125 км на південний схід від Рима, 50 км на південний схід від Фрозіноне.
Населення — 1642 особи (2014).
Щорічний фестиваль відбувається 20 липня. Покровитель — Santa Margherita.

## Демографія
Населення за роками:

Станом на 1 січня 2023 року в муніципалітеті офіційно проживав 41 іноземець з 11 країн, серед них 23 громадяни країн Євросоюзу та 1 громадянин України.

## Сусідні муніципалітети
- Аузонія
- Кастельфорте
- Кастельнуово-Парано
- Мінтурно
- Санті-Козма-е-Дам'яно
- Спіньо-Сатурнія
- Валлемайо